# Elisabeth Labrousse
Elisabeth Labrousse (* 10. Januar 1914 in Paris als Elisabeth Goguel; † 1. Februar 2000 in Nizza) war eine französische Philosophie- und Religionshistorikerin, die sich vor allem mit der Philosophie der Aufklärung und der Geschichte des französischen Protestantismus befasste.

## Leben
Elisabeth Labrousse war eine Tochter des evangelischen Theologen und Hochschullehrers Maurice Goguel (1880–1955). Ihre Karriere begann sie 1947 als Assistenzprofessorin, ab 1950 als ordentliche Professorin für Philosophiegeschichte der Neuzeit an der Universität Tucumán in Argentinien. 1952 war sie für einen Monat Stipendiatin des Maison Descartes in Amsterdam, wo sie an der historisch-kritischen Ausgabe des Briefwechsels des aufklärerischen Philosophen Pierre Bayle arbeitete. 1955 wurde sie ins Centre national de la recherche scientifique (CNRS) berufen, wo sie bis zu ihrem Ruhestand 1979 als Maître de recherches wirkte. An der Université Paris (Sorbonne) wurde sie 1964 bei Henri Gouhier mit einer Dissertation über Pierre Bayle promoviert. Von 1966 bis 1979 war sie außerdem als Lehrbeauftragte am Lehrstuhl für Ideengeschichte des 17. Jahrhunderts (den Paul Dibon leitete) an der École pratique des hautes études tätig. Eine Gastprofessur führte sie 1973 an das Institute for Research in the Humanities der University of Wisconsin–Madison.
Sie galt international als Expertin der Geschichte des französischen Protestantismus, erhielt Ehrendoktorwürden vom Institut für protestantische Theologie der Universität Paris (1973) und von den Universitäten Genf (1982) und Oxford (1986). Am St Hilda’s College in Oxford (1982) und in der American Historical Association (1986) war sie Fellow. 
Ihr 1985 erschienenes Buch über den Widerruf des Edikts von Nantes – Une foi, une loi, un roi? – wurde mit dem Grand prix d’histoire ausgezeichnet. Der erste Band der von ihr erarbeiteten Ausgabe Pierre Bayles erschien im Juli 1999 (bei der Fondation Voltaire). Für die beiden Folgebände konnte sie noch den kritischen Apparat zusammenstellen. Bis zu ihrem Tode arbeitete sie an der Biografie des Schweizers Pierre Souverain aus dem Umfeld der Gemeinschaft von Taizé.

## Veröffentlichungen (Auswahl)

### Monografien
- Inventaire critique de la correspondance de Pierre Bayle. Vrin, Paris 1961.
- Pierre Bayle: I: Du Pays de Foix à la cité d’Erasme; II: Hétérodoxie et rigorisme. Nijhoff, La Haye 1963-64. (vol. II, réédité: Albin Michel, Paris 1996).
- L’Entrée de Saturne au Lion (L’Eclipse du soleil du 12 août 1654). Nijhoff, La Haye 1974.
- La Saint-Barthélémy, ou les résonances d’un massacre. en collaboration avec Ph. Joutard, J. Estèbe et J. Lecuir. Neuchâtel 1976.
- Une foi, une loi, un roi? La révocation de l’Edit de Nantes. Payot, Paris / Labor et Fides, Genf 1985.
- Notes sur Bayle. Vrin, Paris 1987.

### Herausgeberschaft
- Henri Basnage de Beauval Tolérance des religions. Éd. avec une introduction par E. Labrousse. London/New York 1970.
- Pierre Bayle: Ce que c’est que la France toute catholique sous Louis le Grand. Éd. E. Labrousse avec la collaboration de H. Himmelfarb et R. Zuber. Vrin, Paris 1973.
- Pierre Bayle: Oeuvres diverses. éd. et Préface d’E. Labrousse. Georg Olms, Hildesheim/New York 1982.
- Pierre Bayle: Avertissement au protestants des provinces (1684). Texte présenté par E. Labrousse. Etudes d’Histoire et de Philosophie religieuses, n° 67. PUF, Paris 1986.
- La Correspondance de Pierre Bayle. Édition critique sous la direction d’Elisabeth Labrousse, avec la collaboration d’Edward James, Marie-Cristina Pitassi, Ruth Whelan et Antony McKenna. The Voltaire Foundation, Oxford 1999.